# Mikel San José
Mikel San José Domínguez (Pamplona, 30 mei 1989) is een Spaans voetballer die bij voorkeur als centrale verdediger speelt. Hij verruilde in 2020 Athletic Bilbao na 10 jaar voor Birmingham City.

## Clubcarrière
San José speelde tot juni 2007 bij Athletic de Bilbao, waarvoor hij in het seizoen 2006/2007 met de Juvenil A in de División de Honor speelde. Hetzelfde jaar vertrok San José naar het Engelse Liverpool FC, waar hij een van de vele Spaanse spelers werd die door coach Rafael Benítez naar Liverpool werd gehaald, ook wel aangeduid als de Spaanse Armada. Hij kreeg er een contract tot en met het seizoen 2010/11. San José werd in augustus 2009 voor één seizoen door Liverpool verhuurd aan zijn oude club Athletic. De Spanjaarden bedongen daarbij een optie tot koop. De kostprijs van die koopoptie werd gekoppeld aan het aantal wedstrijden dat San José speelde gedurende zijn huurperiode. In 2010 werd hij definitief teruggehaald door Athletic. In totaal speelde hij reeds meer dan honderdnegentig competitiewedstrijden voor de Basken.
| Seizoen | Club              | Land              | Competitie       | Competitie | Competitie | Beker | Beker | Internationaal | Internationaal | Overige | Overige | Totaal | Totaal |
| Seizoen | Club              | Land              | Competitie       | Wed.       | Dlp.       | Wed.  | Dlp.  | Wed.           | Dlp.           | Wed.    | Dlp.    | Wed.   | Dlp.   |
| ------- | ----------------- | ----------------- | ---------------- | ---------- | ---------- | ----- | ----- | -------------- | -------------- | ------- | ------- | ------ | ------ |
| 2007/08 | Liverpool FC      | Vlag van Engeland | Premier League   | 0          | 0          | 0     | 0     | 0              | 0              | —       | —       | 0      | 0      |
| 2008/09 | Liverpool FC      | Vlag van Engeland | Premier League   | 0          | 0          | 0     | 0     | 0              | 0              | —       | —       | 0      | 0      |
| 2009/10 | → Athletic Bilbao | Vlag van Spanje   | Primera División | 25         | 1          | 0     | 0     | 5              | 2              | 0       | 0       | 30     | 3      |
| 2010/11 | Athletic Bilbao   | Vlag van Spanje   | Primera División | 31         | 2          | 3     | 0     | —              | —              | —       | —       | 34     | 2      |
| 2011/12 | Athletic Bilbao   | Vlag van Spanje   | Primera División | 24         | 2          | 6     | 1     | 8              | 0              | —       | —       | 38     | 3      |
| 2012/13 | Athletic Bilbao   | Vlag van Spanje   | Primera División | 34         | 5          | 2     | 0     | 4              | 1              | —       | —       | 40     | 6      |
| 2013/14 | Athletic Bilbao   | Vlag van Spanje   | Primera División | 25         | 2          | 5     | 0     | —              | —              | —       | —       | 30     | 5      |
| 2014/15 | Athletic Bilbao   | Vlag van Spanje   | Primera División | 28         | 5          | 6     | 1     | 9              | 2              | —       | —       | 43     | 8      |
| 2015/16 | Athletic Bilbao   | Vlag van Spanje   | Primera División | 34         | 2          | 6     | 0     | 10             | 1              | 1       | 1       | 51     | 4      |
| 2016/17 | Athletic Bilbao   | Vlag van Spanje   | Primera División | 35         | 4          | 3     | 0     | 6              | 0              | —       | —       | 44     | 4      |
| 2017/18 | Athletic Bilbao   | Vlag van Spanje   | Primera División | 26         | 1          | 1     | 0     | 11             | 0              | —       | —       | 38     | 0      |
| 2018/19 | Athletic Bilbao   | Vlag van Spanje   | Primera División | 33         | 0          | 4     | 1     | —              | —              | —       | —       | 37     | 1      |
| 2019/20 | Athletic Bilbao   | Vlag van Spanje   | Primera División | 9          | 0          | 3     | 0     | —              | —              | —       | —       | 12     | 0      |
| 2020/21 | Birmingham City   | Vlag van Engeland | Championship     | 21         | 0          | 1     | 0     | —              | —              | —       | —       | 22     | 0      |
| Totaal  | Totaal            | Totaal            | Totaal           | 325        | 24         | 40    | 3     | 53             | 6              | 1       | 1       | 419    | 34     |

## Interlandcarrière
San José behoorde tot de Spaanse selectie voor het Europees kampioenschap onder 19 van 2007. In juni 2011 werd hij met Spanje Europees kampioen op de continentale eindronde. Mikel San José maakte op 4 september 2014 zijn debuut in het Spaans voetbalelftal in de vriendschappelijke wedstrijd tegen Frankrijk (1–0 verlies). Hij speelde het volledige duel. Op 17 mei 2016 werd hij opgenomen in de Spaanse selectie voor het Europees kampioenschap voetbal 2016 in Frankrijk. Spanje werd in de achtste finale uitgeschakeld door Italië (2–0).

## Erelijst
| Competitie            |                 |                 |                 |                 |
| Competitie            | Aantal          | Jaren           |                 |                 |
| Athletic Bilbao       | Athletic Bilbao | Athletic Bilbao | Athletic Bilbao | Athletic Bilbao |
| --------------------- | --------------- | --------------- | --------------- | --------------- |
| Supercopa             | 1x              | 2015            |                 |                 |
| Spanje –21            |                 |                 |                 |                 |
| Europees kampioen –21 | 1x              | 2011            |                 |                 |
| Spanje –19            |                 |                 |                 |                 |
| Europees kampioen –19 | 1x              | 2007            |                 |                 |

1 Simón ·
3 Vivian ·
4 Paredes ·
5 Álvarez ·
6 Vesga ·
7 Berenguer ·
8 Sancet ·
9 I. Williams ·
10 Muniain  ·
11 N. Williams ·
12 Guruzeta ·
13 Agirrezabala ·
14 D. García ·
15 Lekue ·
16 Ruiz de Galarreta ·
17 Berchiche ·
18 De Marcos ·
19 García de Albéniz ·
20 Villalibre ·
21 Herrera ·
22 R. García ·
23 Nolaskoain ·
24 Prados ·
29 Ares ·
30 Gómez ·
Coach: Valverde
1 Casillas ·
2 Azpilicueta ·
3 Piqué ·
4 Bartra ·
5 Busquets ·
6 Iniesta ·
7 Morata ·
8 Koke ·
9 Vázquez ·
10 Fàbregas ·
11 Pedro ·
12 Bellerín ·
13 De Gea ·
14 Thiago ·
15 Ramos  ·
16 Juanfran ·
17 San José ·
18 Alba ·
19 Soriano ·
20 Aduriz ·
21 Silva ·
22 Nolito ·
23 Rico ·
Coach: Del Bosque